# Joseph Kasa-Vubu
Joseph Kasa-Vubu (Tshela, 6 marzo 1915 – Boma, 24 aprile 1969) è stato un politico della Repubblica Democratica del Congo, primo presidente dell'odierna Repubblica Democratica del Congo; è rimasto in carica dal 1960 al 1965.

## Biografia
Dopo essersi laureato presso i Missionari di Scheut, studiò teologia e filosofia presso sacerdoti cristiani, ma abbandonò gli studi per dedicarsi all'insegnamento. Prese l'abilitazione di maestro nel 1940 ed insegnò per i due anni successivi. In seguito trovò impiego nell'amministrazione finanziaria del governo coloniale belga.
Quando il Congo ottenne l'indipendenza dal Belgio, Kasa-Vubu ne divenne il primo presidente; scoppiarono immediatamente nel paese lotte politiche e militari tra il movimento secessionista regionale e l'esercito. Il governo centrale si trovava paralizzato dal conflitto tra il conservatore nazionalista Kasa-Vubu e il suo primo ministro Patrice Lumumba.
Nei successivi cinque anni ci furono una serie di governi deboli, di cui Kasa-Vubu era presidente. Nel luglio 1964 nominò primo ministro l'ex leader secessionista Moise Ciombe, ed autorizzò l'impiego di mercenari europei contro i ribelli di sinistra. Il 25 novembre 1965 Kasa-Vubu fu estromesso da un colpo di Stato ad opera dell'allora generale Mobutu Sese Seko, venne posto agli arresti domiciliari e morì nella sua casa il 24 aprile 1969.

## Il personaggio nella cultura di massa
- Nel giugno 2010 il presidente congolese Joseph Kabila gli dedica una statua nella città di Kinshasa[1].
- Nel film Totòtruffa 62 il politico, insieme a Mobutu Sese Seko, è citato da Totò allorché questi finge una telefonata con le alte cariche politiche africane. Inoltre, nel film Chi si ferma è perduto, sempre con Totò, il nome del politico appare insieme a quello di Lumumba, opportunamente modificati, nella descrizione sovraimpressa alla scena finale.